# Matúš Kozáčik
Matúš Kozáčik (Dolný Kubín, 27 december 1983) is een Slowaaks voormalig voetballer die speelde als doelman. Tussen 2002 en 2019 speelde hij voor Slavia Praag, Sparta Praag, Anorthosis Famagusta en Viktoria Pilsen. Kozáčik debuteerde in 2006 in het Slowaaks voetbalelftal en kwam uiteindelijk tot negenentwintig interlands.

## Clubcarrière
Kozáčik speelde in de jeugd van Dolný Kubín, de club uit zijn geboorteplaats. In 1998 werd hij opgenomen in de opleiding van MFK Košice, waar hij vier jaar lang zou verblijven. Na die vier jaar werd de doelman overgenomen door Slavia Praag. Voor de Tsjechen maakte Kozáčik zijn debuut als professioneel voetballer, toen hij op 9 augustus 2003 onder de lat stond tegen Tescoma Zlín, waar met 2–0 van werd gewonnen. In 2006 ging de Slowaak op proef bij Leeds United. De keeper zelf sprak zijn wens uit om de overstap naar de Engelse club te maken. Uiteindelijk kwam het niet tot een overname. Vier seizoenen speelde Kozáčik in het eerste elftal van Slavia als reserve achter Radek Černý.
Na die jaren maakte hij de overstap naar de stadsgenoten van Sparta Praag. In zijn eerste seizoen bij Sparta kwam de Slowaak niet in actie, maar tijdens zijn tweede jaargang mocht hij zijn debuut maken. Op de eerste speelronde van het seizoen 2008/09 won Sparta met 1–0 van Mladá Boleslav door een doelpunt van Michal Kadlec. Kozáčik stond het gehele duel onder de lat. De Slowaak stond de eerste negen competitiewedstrijden van het seizoen onder de lat, maar na twee nederlagen tegen Slovan Liberec (3–0) en zijn oude club Slavia (1–4), werd hij geslachtofferd door coach Jozef Chovanec. De rest van het seizoen zat Kozáčik op de reservebank. In het seizoen 2009/10 kwam hij acht wedstrijden in actie en in de zomer van 2010 verkaste hij naar Anorthosis Famagusta. Bij de Cyprioten ondertekende hij een tweejarige verbintenis. De Slowaak was in zijn twee seizoenen op Cyprus grotendeels eerste keuze onder de lat en in twee jaar speelde hij eenenvijftig wedstrijden in de A Divizion.
Nadat zijn contract met Anorthosis was afgelopen, tekende Kozáčik voor drie jaar bij Viktoria Pilsen, zijn derde club in Tsjechië. In februari 2014 verlengde de sluitpost zijn verbintenis bij Viktoria tot medio 2017. Met Viktoria haalde hij landstitels binnen, in de seizoenen 2012/13, 2014/15, 2015/16 en 2017/18. Daardoor speelde hij ook veelvuldig in de Champions League. Eind 2019 maakte hij bekend een punt te zetten achter zijn actieve loopbaan.

## Clubstatistieken
| Seizoen | Club                 | Competitie | Competitie | Competitie | Beker | Beker | Internationaal | Internationaal | Totaal | Totaal |
| Seizoen | Club                 | Competitie | Wed.       | Dlp.       | Wed.  | Dlp.  | Wed.           | Dlp.           | Wed.   | Dlp.   |
| ------- | -------------------- | ---------- | ---------- | ---------- | ----- | ----- | -------------- | -------------- | ------ | ------ |
| 2002/03 | Slavia Praag         | Česká Liga | 0          | 0          | 0     | 0     | —              | —              | 0      | 0      |
| 2003/04 | Slavia Praag         | Česká Liga | 9          | 0          | 0     | 0     | —              | —              | 9      | 0      |
| 2004/05 | Slavia Praag         | Česká Liga | 14         | 0          | 0     | 0     | —              | —              | 14     | 0      |
| 2005/06 | Slavia Praag         | Česká Liga | 16         | 0          | 0     | 0     | —              | —              | 16     | 0      |
| 2006/07 | Slavia Praag         | Česká Liga | 16         | 0          | 0     | 0     | —              | —              | 16     | 0      |
| 2007/08 | Sparta Praag         | Česká Liga | 0          | 0          | 0     | 0     | 0              | 0              | 0      | 0      |
| 2008/09 | Sparta Praag         | Česká Liga | 9          | 0          | 0     | 0     | 6              | 0              | 15     | 0      |
| 2009/10 | Sparta Praag         | Česká Liga | 8          | 0          | 2     | 0     | 1              | 0              | 11     | 0      |
| 2010/11 | Anorthosis Famagusta | A Divizion | 19         | 0          | 5     | 0     | 5              | 0              | 29     | 0      |
| 2011/12 | Anorthosis Famagusta | A Divizion | 13         | 0          | 2     | 0     | 2              | 0              | 17     | 0      |
| 2012/13 | Viktoria Pilsen      | Česká Liga | 27         | 0          | 1     | 0     | 12             | 0              | 40     | 0      |
| 2013/14 | Viktoria Pilsen      | Česká Liga | 27         | 0          | 3     | 0     | 13             | 0              | 43     | 0      |
| 2014/15 | Viktoria Pilsen      | Česká Liga | 29         | 0          | 1     | 0     | 2              | 0              | 32     | 0      |
| 2015/16 | Viktoria Pilsen      | Česká Liga | 27         | 0          | 1     | 0     | 8              | 0              | 36     | 0      |
| 2016/17 | Viktoria Pilsen      | Česká Liga | 26         | 0          | 0     | 0     | 9              | 0              | 35     | 0      |
| 2017/18 | Viktoria Pilsen      | Česká Liga | 24         | 0          | 0     | 0     | 0              | 0              | 24     | 0      |
| 2018/19 | Viktoria Pilsen      | Česká Liga | 11         | 0          | 1     | 0     | 4              | 0              | 16     | 0      |
| 2019/20 | Viktoria Pilsen      | Česká Liga | 0          | 0          | 2     | 0     | 0              | 0              | 2      | 0      |
| Totaal  | Totaal               | Totaal     | 265        | 0          | 18    | 0     | 60             | 0              | 353    | 0      |

## Interlandcarrière
Kozáčik maakte zijn debuut in het Slowaaks voetbalelftal, toen dat team op 10 december 2006 in een oefenduel met 1–2 van de Verenigde Arabische Emiraten won door doelpunten van Michal Jonáš en Ľubomír Michalík. Kozáčik mocht van bondscoach Ján Kocian in de basis starten en hij werd in de rust gewisseld voor mededebutant Dušan Kuciak. Na zijn debuut werd hij bijna zeven jaar lang niet opgeroepen, maar in oktober 2013 keerde hij terug in het nationale elftal. In de kwalificatiereeks voor het EK 2016 speelde Kozáčik alle tien wedstrijden van de Slowaken, die zich voor het eindtoernooi plaatsten. In de zomer van 2016 werd hij door bondscoach Ján Kozák opgenomen in de Slowaakse selectie voor het EK in Frankrijk. Slowakije werd in de achtste finale uitgeschakeld door Duitsland (0–3). Kozáčik fungeerde gedurende het toernooi als eerste doelman. Hiermee hield hij concurrenten Ján Mucha en Ján Novota achter zich.
| Interlands van Matúš Kozáčik voor Slowakije | Interlands van Matúš Kozáčik voor Slowakije | Interlands van Matúš Kozáčik voor Slowakije | Interlands van Matúš Kozáčik voor Slowakije | Interlands van Matúš Kozáčik voor Slowakije | Interlands van Matúš Kozáčik voor Slowakije |
| №                                           | Datum                                       | Wedstrijd                                   | Uitslag                                     | Competitie                                  | Goals                                       |
| Als speler bij Slavia Praag                 | Als speler bij Slavia Praag                 | Als speler bij Slavia Praag                 | Als speler bij Slavia Praag                 | Als speler bij Slavia Praag                 | Als speler bij Slavia Praag                 |
| ------------------------------------------- | ------------------------------------------- | ------------------------------------------- | ------------------------------------------- | ------------------------------------------- | ------------------------------------------- |
| 1                                           | 10 december 2006                            | Verenigde Arabische Emiraten – Slowakije    | 1 – 2                                       | Vriendschappelijk                           |                                             |
| Als speler bij Viktoria Pilsen              |                                             |                                             |                                             |                                             |                                             |
| 2                                           | 15 oktober 2013                             | Letland – Slowakije                         | 2 – 2                                       | WK 2014 kwalificatie                        |                                             |
| 3                                           | 15 november 2013                            | Polen – Slowakije                           | 0 – 2                                       | Vriendschappelijk                           |                                             |
| 4                                           | 4 september 2014                            | Slowakije – Malta                           | 1 – 0                                       | Vriendschappelijk                           |                                             |
| 5                                           | 8 september 2014                            | Oekraïne – Slowakije                        | 0 – 1                                       | EK 2016 kwalificatie                        |                                             |
| 6                                           | 9 oktober 2014                              | Slowakije – Spanje                          | 2 – 1                                       | EK 2016 kwalificatie                        |                                             |
| 7                                           | 12 oktober 2014                             | Wit-Rusland – Slowakije                     | 1 – 3                                       | EK 2016 kwalificatie                        |                                             |
| 8                                           | 15 november 2014                            | Macedonië – Slowakije                       | 0 – 2                                       | EK 2016 kwalificatie                        |                                             |
| 9                                           | 27 maart 2015                               | Slowakije – Luxemburg                       | 3 – 0                                       | EK 2016 kwalificatie                        |                                             |
| 10                                          | 14 juni 2015                                | Slowakije – Macedonië                       | 2 – 1                                       | EK 2016 kwalificatie                        |                                             |
| 11                                          | 5 september 2015                            | Spanje – Slowakije                          | 2 – 0                                       | EK 2016 kwalificatie                        |                                             |
| 12                                          | 8 september 2015                            | Slowakije – Oekraïne                        | 0 – 0                                       | EK 2016 kwalificatie                        |                                             |
| 13                                          | 9 oktober 2015                              | Slowakije – Wit-Rusland                     | 0 – 1                                       | EK 2016 kwalificatie                        |                                             |
| 14                                          | 12 oktober 2015                             | Luxemburg – Slowakije                       | 2 – 4                                       | EK 2016 kwalificatie                        |                                             |
| 15                                          | 29 maart 2016                               | Ierland – Slowakije                         | 2 – 2                                       | Vriendschappelijk                           |                                             |
| 16                                          | 29 mei 2016                                 | Duitsland – Slowakije                       | 1 – 3                                       | Vriendschappelijk                           |                                             |
| 17                                          | 4 juni 2016                                 | Slowakije – Noord-Ierland                   | 0 – 0                                       | Vriendschappelijk                           |                                             |
| 18                                          | 11 juni 2016                                | Wales – Slowakije                           | 2 – 1                                       | EK 2016                                     |                                             |
| 19                                          | 15 juni 2016                                | Rusland – Slowakije                         | 1 – 2                                       | EK 2016                                     |                                             |
| 20                                          | 20 juni 2016                                | Slowakije – Engeland                        | 0 – 0                                       | EK 2016                                     |                                             |
| 21                                          | 26 juni 2016                                | Duitsland – Slowakije                       | 3 – 0                                       | EK 2016                                     |                                             |
| 22                                          | 4 september 2016                            | Slowakije – Engeland                        | 0 – 1                                       | WK 2018 kwalificatie                        |                                             |
| 23                                          | 8 oktober 2016                              | Slovenië – Slowakije                        | 1 – 0                                       | WK 2018 kwalificatie                        |                                             |
| 24                                          | 11 oktober 2016                             | Slowakije – Schotland                       | 3 – 0                                       | WK 2018 kwalificatie                        |                                             |
| 25                                          | 11 november 2016                            | Slowakije – Litouwen                        | 4 – 0                                       | WK 2018 kwalificatie                        |                                             |
| 26                                          | 26 maart 2017                               | Malta – Slowakije                           | 1 – 3                                       | WK 2018 kwalificatie                        |                                             |
| 27                                          | 14 november 2017                            | Slowakije – Noorwegen                       | 1 – 0                                       | Vriendschappelijk                           |                                             |
| 28                                          | 5 september 2018                            | Slowakije – Denemarken                      | 3 – 0                                       | Vriendschappelijk                           |                                             |
| 29                                          | 7 juni 2019                                 | Slowakije – Jordanië                        | 5 – 1                                       | Vriendschappelijk                           |                                             |

## Erelijst
| Competitie      |              |                                    |              |              |
| Competitie      | Aantal       | Jaren                              |              |              |
| Sparta Praag    | Sparta Praag | Sparta Praag                       | Sparta Praag | Sparta Praag |
| --------------- | ------------ | ---------------------------------- | ------------ | ------------ |
| Pohár FAČR      | 1            | 2007/08                            |              |              |
| Viktoria Pilsen |              |                                    |              |              |
| Česká Liga      | 4            | 2012/13, 2014/15, 2015/16, 2017/18 |              |              |
| Superpohár FAČR | 1            | 2015                               |              |              |